# Позывной
Позывно́й — военный термин, обозначающий условную комбинацию букв, цифр или слов, которая присваивается станциям и узлам связи, должностным лицам и командному составу с целью сокрытия их истинных личных данных во время общения по линиям технической связи.
Позывные вводятся в действие на определённое время распоряжением штабных инстанций, отвечающих за связь. 

## История
Протокол присваивания, набора и смены позывных регламентируется специальными служебными инструкциями, а произвольное назначение позывных категорически запрещается.
В частях военно-морского флота отдельным боевым кораблям (судам) и корабельным соединениям могут присваиваться позывные, которые используются светосигнальной связью и радиотехническими средствами. При этом данные плавсредства должны показывать свои позывные при встрече друг с другом, при выходе из гавани, с рейда и при заходе в гавань и на рейд.